# NGC 2098
NGC 2098 ist ein offener Sternhaufen im Sternbild Schwertfisch (Dorado). Er gehört zur Großen Magellanschen Wolke und hat eine Winkelausdehnung von 1,6' sowie eine scheinbare Helligkeit von 10,7 mag. Er wurde am 31. Januar 1835 von John Herschel entdeckt.